# 达斯纳
达斯纳（Dasna），是印度北方邦Ghaziabad县的一个城镇。总人口24428（2001年）。

## 人口
该地2001年总人口24428人，其中男性13085人，女性11343人；0—6岁人口5334人，其中男2815人，女2519人；识字率45.27%，其中男性为56.39%，女性为32.45%。